# Chioma Ude
Chioma Ude est une entrepreneuse, une dirigeante et une productrice nigériane du secteur du divertissement et notamment du secteur cinématographique. En 2010, elle a fondé l'Africa International Film Festival, un festival de cinéma qui se tient chaque année au Nigeria..

## Biographie
Uche Chioma  est née au sein d’une famille (de l’ethnie igbo) qui compte des diplomates, des avocats et des médecins. Chioma Ude effectue des études en marketing à l'Université du Nigeria, à Nsukka.
Puis, quelques années plus tard, en 1993, elle gagne les États-Unis, l'État du New Jersey, effectue des études d’infirmière puis monte une société d’intérim spécialisée dans les aides-soignantes. Elle reste sur place plus d’une dizaine d’années puis revient au Nigeria en 2006. Elle se lance dans l’événementiel, organise la première d’un film de Stephanie Okereke Linus, Through the Glass, sorti en 2008 et se prend de passion pour le septième art.
En 2010, elle  fonde l'Africa International Film Festival (AFEIFF). En octobre 2016, s'entretenant avec le monde de l'entreprise au sujet de l'AFRIFF à Lagos, elle explique que l'objectif de ce festival est de mettre en exergue les qualités et le potentiel du cinéma africain. Ce festival devient une référence de l’industrie cinématographique africaine, et Chioma Ude s’impose comme une des personnalités de Nollywood.